# Frederick Browning
Pour les articles homonymes, voir Browning.
Frederick Arthur Montague « Boy » Browning (20 décembre 1896 – 14 mars 1965) est un officier de l'Armée de terre britannique, considéré comme le « père des forces aéroportées britanniques ». Il fut commandant du 1er corps aéroporté britannique et commandant-adjoint de la 1re division aéroportée pendant l'Opération Market Garden. Lors de la planification de cette opération, il prononça la phrase passée à la postérité : « Je pense que nous allons un pont trop loin ».

## Biographie

### Formation, Première Guerre mondiale et famille
Formé à l'Eton College puis Académie royale militaire de Sandhurst, Frederick Browning est nommé sous-lieutenant des Grenadier Guards en 1915. Pendant la Première Guerre mondiale, il combat sur le Front de l'Ouest, et il reçoit la médaille de l'Ordre du Service distingué pour sa bravoure lors de la Bataille de Cambrai en novembre 1917. Il épouse en 1932 la romancière Daphné du Maurier avec laquelle il aura deux filles et un fils.

### Seconde Guerre mondiale
Durant la Seconde Guerre mondiale, il commande la 1re division aéroportée et le 1er corps aéroporté. Il a mené ce dernier durant l'Opération Market Garden, voyageant en planeur pour se rendre sur le lieu de l'assaut. En décembre 1944, il devient Chef d'État-major de l'amiral Mountbatten pour le South East Asia Command.

### Après-guerre
Après la Seconde Guerre Mondiale, il devient secrétaire militaire au War Office de septembre 1946 à janvier 1948.
Puis il devient trésorier de Son Altesse Royale la Princesse Elizabeth, duchesse d’Édimbourg. En 1952,après l'accession au trône d'Élisabeth II, il devient trésorier du Duc d'Édimbourg jusqu'en 1959.

## Au cinéma
Dans le film Un pont trop loin (1977), Dirk Bogarde incarne le général Browning lors de l'opération Market Garden de septembre 1944.